# Stephen Wolfram
Stephen Wolfram (29. kolovoza 1959., London) je britanski znanstvenik, matematičar, autor i poduzetnik, poznat po brojnim radovima iz područja fizike i matematike, računalne algebre, a i po novoj tražilici Wolfram Alpha.

## Vanjske poveznice
- Osobna stranica Stephena Wolframa